# Hrvatski bog Mars
Hrvatski bog Mars je zbirka pripovijedaka pretežito antiratne i socijalne tematike Miroslava Krleže, najvećeg hrvatskog književnika 20. stoljeća. Prvi put je izdana 1922. godine, pa 1933., a svoj konačan oblik dobila je 1947. godine.

## Sadržaj
Sastoji se najčešće od ovih novela:
- Bitka kod Bistrice Lesne
- Kraljevska madžarska domobranska novela / Királyi Magyar Honvéd novela
- Tri domobrana
- Baraka pet Be
- Domobran Jambrek
- Smrt Franje Kadavera
- Hrvatska rapsodija

## Tema
Tema je besmisleno stradanje hrvatskih domobrana poslanih na klaonicu istočnoga bojišta (Galicija), a stil je karakterističan za Krležu – spoj impresionizma i ekspresionizma, povišene retorike i melankoličnih meditacija. Dominiraju naturalistički opisi vojničkoga života i smrti, a sve je uronjeno u ozračje implicitnoga komentara koji bismo mogli označiti gnjevnim i nepomirljivim. Već je tu vidljiva Krležina lijeva orijentacija i nada da će komunistička revolucija jednom zasvagda riješiti probleme tlačenja i imperijalnih osvajanja što je jedna od glavnih razlučnica spram ratne i poratne proze npr. francuskih ili američkih autora, koju karakteriziraju beznađe i besmisao, kao kod Hemingwaya. Kuriozum je i da je u "Hrvatskom bogu Marsu" sačuvano hrvatsko vojno nazivlje koje je ponovo ušlo u uporabu s ostvarenjem suverene hrvatske države.

## Naslovnica
Ova kultna zbirka pripovijedaka prepoznatljiva je i poznata i po naslovnici prvog izdanja, radu Ljube Babića. Babić je grafički opremio mnoga Krležina izdanja, a prisnost njihova odnosa Krleža je pokazao i ranije, kad mu je posvetio i dramu Michelangelo Buonarotti (1919.), u kojoj se renesansni umjetnik iz naslova suočava s pitanjima stvaralaštva. Babić je 1917. financirao izdanje Krležine poeme Pan i grafički opremio tu knjigu. Suradnju su nastavili i na časopisima Plamen, Književna republika, Danas, Pečat, knjigama Pjesme I i Pjesme II (1918.), Hrvatska rapsodija (1918.), Hrvatski bog Mars (1922.), Vučjak (1923.), Vražji otok (1924.), koje je sve Babić grafički opremio, danas bismo rekli dizajnirao.